# Вратислав Кульганек
Вратислав Кульганек (чеськ. Vratislav Kulhánek; нар. 20 листопада 1943, Чеські Будейовиці) — чеський підприємець, колишній очільник Чеської федерації хокею. Кандидат на посаду президента Чехії від «Громадянського демократичного альянсу» у виборах 2018 року.

## Життєпис
Народився 20 листопада 1943 року в Чеських Будейовицях. Закінчив Вищу школу економіки у Празі та Європейську бізнес-школу. З 1967 по 1977 роки працював у будівельній компанії міста Чеський Крумлов.
У 1984 — 1992 роках Вратислав Кульганек працював у компанії «Motor Jikov».
Був головою ради директорів «Škoda Auto» з 16 квітня 1997 по 30 вересня 2004 року.
З 26 червня 2004 по 21 червня 2008 року очолював Чеську федерація хокею та працював у Олімпійському комітеті Чехії.

## Участь у виборах Президента Чеської Республіки
29 червня 2017 року Вратислав Кульганек заявив, що планує виставити свою кандидатуру на посаду Президента Чехії від «Громадянського демократичного альянсу» у виборах 2018 року.

### Виборча кампанія
У першому турі президентських виборів Вратислав Кульганек набрав у першому турі 0,47 % голосів виборців та не потрапив до другого туру. Після цього Кульганек звернувся до своїх прихильників та закликали їх голосувати за Їржі Драгоша у другому турі.

## Політичні погляди
Вратислав Кульганек є консерватором. Він виступає проти мусульманської імміграції та заявив, що не хоче мечетей у Чехії. 17 липня 2017 року він заявив, що Чехія може прийняти 5-10 тисяч біженців, і тільки тих, що пройдуть перевірку, зобов'язані будуть адаптуватися до чеського суспільства, та будуть розселені рівномірно по усій Чехії, а не поселені в одному місці.
Кульганек є проєвропейським політиком, він підтримує впровадження євро в Чехії та підтримує НАТО.

## Комуністичне минуле
З кінця 80-х Вратіслав Кульганек значився у списках інформаторів чеської спецслужби держбезпеки під псевдонімом «Лубош». У той час він працював на високій посаді у фірмі «Motor Jikov», та співпрацювала з однією з німецьких фірм. Представників комуністичної спецслужби цікавили питання промислового шпигунства. Вратислав Кульганек підтвердив факт декількох зустрічей з офіцером Держбезпеки, які виступали під час суду в якості свідків, але, на той час він не знав, що це агенти чеської спецслужби держбезпеки. Крапку в справі поставили свідчення трьох колишніх співробітників Держбезпеки, які підтвердили фальсифікацію доносів від Кульганека. Муніципальний суд Праги ухвалив рішення, що Вратіслава Кульганека потрібно викреслити зі списків осіб, які співпрацювали з комуністичною службою державною безпекою Чехословаччини.

## Нагороди
У 2003 році Вратислав Кульганек був нагороджений «медаллю Алоіса Райна» Вищої школи економіки.